# Досси, Карло
Карло Альберто Пизани Досси (итал. Carlo Dossi; 27 марта 1829, Дзеневредо, Ломбардия — 19 ноября 1910, Кардина провинция Комо) — итальянский писатель

, поэт, политический и государственный деятель, дипломат.

## Биография
Родился в аристократической семье. Получил прекрасное образование, окончив Павийский университет. С юности интересовался литературой, начал писать в раннем возрасте. В 15 лет написал комедию для детей. Увлекался журналистикой.
После написания нескольких работ («L’altrieri», «Vita di Alberto Pisani» и «Note azzurre») за сравнительно короткое время, переключился на политическую карьеру.
В 1870 году начал работать в Риме в Министерстве иностранных дел, Во время премьерства Франческо Криспи сделал карьеру дипломата. В 1892 году работал послом Италии в Колумбии. В 1895 году был переведен в Афины, где увлекся археологией. В конце концов стал становится губернатором итальянской Эритреи. Во время своего длительного пребывания за границей продолжал заниматься литературной деятельностью.

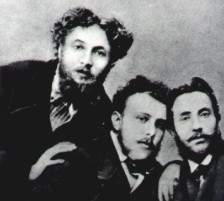
Эмилио Прага, Карло Досси и Луиджи Конкони

Литературной деятельностью стал заниматься с 1864 года, печатался с 1866 года. Ориентировался на литературно-эстетические взгляды скапильятуры, но выработал новую стилистическую технику (смешение речевых регистров), предвосхитившую эксперименты авангардизма.
Автор автобиографических романов «Позавчера: чёрным по белому» («L’altrieri: nero su bianco», 1868), «Жизнь Альберто Пизани» («La vita di Alberto Pisani», 1870); цикла иронических стихотворений в прозе «Чернильные капли» («Goccie d’inchiostro», 1880), многих афоризмов и др.

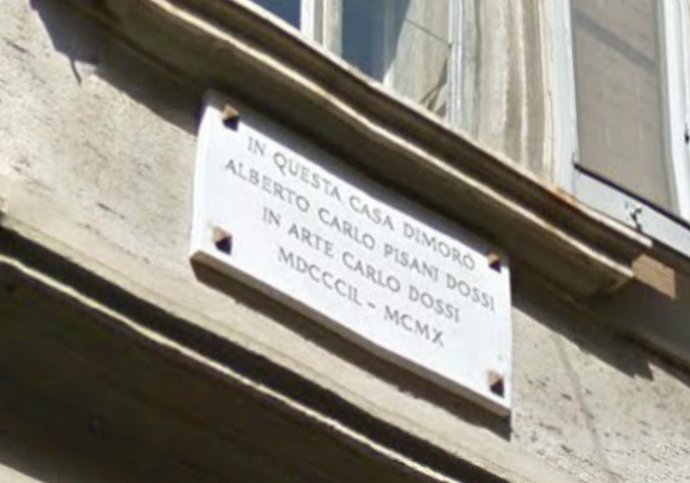
Мемориальная доска К. Досси в Милане

Наиболее значительные сочинения Досси — дневник «Голубые заметки» («Note azzurre», опубликован в 1912, 1964) и роман-утопия о жизни сосланных в пустыню людей «Счастливая колония» («La colonia felice», 1874).

## Избранные произведения
- L’altrieri, 1868.
- Vita di Alberto Pisani, 1870.
- Ona famiglia de cialapponi, 1873
- La colonia felice, 1878.
- Gocce d’inchiostro, 1880.
- Ritratti umani, dal calamajo di un medico, 1874.
- Ritratti umani — Campionario, 1885.
- Desinenza in A, 1878 und 1884.
- Fricassea critica di arte, storia e letteratura, 1906.
- Ro vaniana, 1944 (посмертно).
- Note azzurre, 1964 (посмертно)